# Jelena Vesnina
Jelena Sergejevna Vesnina (rusko Елена Сергеевна Веснина), ruska tenisačica, * 1. avgust 1986, Lvov, Ukrajina.